# Bobsleeën op de Olympische Winterspelen 1984
Bobsleeën is een van de sporten die beoefend werden tijdens de Olympische Winterspelen 1984 in Sarajevo.

## Heren

### 2-mansbob
| rang   | sporter(s)                           | land     | tijd    |
| ------ | ------------------------------------ | -------- | ------- |
| Goud   | Wolfgang Hoppe Dietmar Schauerhammer | GDR - II | 3:25.56 |
| Zilver | Bernhard Lehmann Bogdan Musiol       | GDR - I  | 3:26.04 |
| Brons  | Zintis Ekmanis Vladimir Aleksandrov  | URS - II | 3:26.16 |
| 4      | Jānis Ķipurs Aivars Šnepsts          | URS - I  | 3:26.42 |
| 5      | Hans Hiltebrand Meinrad Müller       | SUI - I  | 3:26.76 |
| 6      | Ralph Pichler Rìco Freiermuth        | SUI - II | 3:28.23 |
| 7      | Guerrino Ghedina Andrea Meneghin     | ITA - I  | 3:29.09 |
| 8      | Anton Fischer Hans Metzler           | FRG - I  | 3:29.18 |
|        |                                      |          |         |
| 16     | Job van Oostrum John Drost           | NED - I  | 3:31.99 |

### 4-mansbob
| rang   | sporter(s)                                                          | land     | tijd    |
| ------ | ------------------------------------------------------------------- | -------- | ------- |
| Goud   | Wolfgang Hoppe Roland Wetzig Dietmar Schauerhammer Andreas Kirchner | GDR - I  | 3:20.22 |
| Zilver | Bernhard Lehmann Bogdan Musiol Ingo Voge Eberhard Weise             | GDR - II | 3:20.78 |
| Brons  | Silvio Giobellina Heinz Stettler Urs Salzmann Rico Freiermuth       | SUI - I  | 3:21.39 |
| 4      | Ekkehard Fasser Hans Märchy Kurt Poletti Rolf Strittmatter          | SUI - II | 3:22.90 |
| 5      | Jeff Jost Joe Briski Thomas Barnes Hal Hoye                         | USA - I  | 3:23.33 |
| 6      | Jānis Ķipurs Māris Poikāns Ivars Bērzups Aivars Šnepsts             | URS - I  | 3:23.51 |
| 7      | Dorin Degan Cornel Popescu Georghe Lixandru Costel Petrariu         | ROU - I  | 3:23.76 |
| 8      | Guerrino Ghedina Stefano Ticci Paolo Scaramuzza Andrea Meneghin     | ITA - II | 3:23.77 |

## Medaillespiegel
| rang | land        | goud | zilver | brons | totaal |
| ---- | ----------- | ---- | ------ | ----- | ------ |
| 1    | DDR         | 2    | 2      | 0     | 4      |
| 2    | Sovjet-Unie | 0    | 0      | 1     | 1      |
| 2    | Zwitserland | 0    | 0      | 1     | 1      |
|      |             | 2    | 2      | 2     | 6      |